# Јазавац
Јазавац или европски јазавац (лат. Meles meles) је врста животиње из рода јазавац (лат. Meles), који припада породици куна. Углавном живи у одајама испод земље које сам копа, а које су ходницима повезане са површином. Тежак је до 25 kg, а дужина му се креће од 90-110 cm.
Јазавац је претежно ноћна животиња, тако да има слабо развијен вид, нешто боље развијен слух и одлично развијено чуло мириса. Обично живи у скупинама од по неколико јединки и на својој територији има више јазбина у којима борави.
Спада у групу сваштоједа. Током зиме јазавац улази у једну врсту зимског сна, који повремено прекида ради узимања хране или воде.

## Опис
Боја крзна је обично сива на леђима, црна на доњим деловима тела, а на глави има црне и беле пруге. Европски јазавац достиже висину у нивоу рамена од 25 до 30 cm, дужину тела од 60 до 90 cm, дужина репа је од 12 до 24 cm. Мужјаци су мало већи од женки, али могу бити много тежи од женки. Маса им се мења са годишњим добом, повећава се од пролећа до јесени и достиже максимум почетком зиме. Током лета теже од 7 до 13 kg, а током јесени од 15 до 17 kg. Највећа измерена маса јединке јазавца која је потврђена је 27,2 kg.
Јазавци не падају у зимски сан, иако у подручјима са јаким зимама могу пасти у стање обамрлости у трајању од два дана.

## Подврсте
Осам признатих подврста (2005):
| Подврсте          | Триномијална номенклатура                                     | Опис | Распрострањење | Синоними |
| ----------------- | ------------------------------------------------------------- | --- | --- | --- |
| Обични јазавац    | Meles meles meles Linnaeus, 1758                              | Крупнија подврста. Крзно на леђима је сребрнасто-сиве нијансе, док на глави доминира бела боја са црним пругама од очију до ушију. Достиже масу од 20 до 24kg у јесен. | Цела Европа сем Родоса, Крита и Шпаније.                                                                               | alba (Gmelin, 1788) britannicus (Satunin, 1905) caninus (Billberg, 1827) caucasicus (Ognev, 1926) communis (Billberg, 1827) danicus (Degerbøl, 1933) europaeus (Desmarest, 1816) maculata (Gmelin, 1788) tauricus (Ognev, 1926) taxus (Boddaert, 1785) typicus (Barrett-Hamilton, 1899) vulgaris (Tiedemann, 1808) |
| Критски јазавац   | Meles meles arcalus Miller, 1907                              | | Крит | |
| Кавкаски јазавац  | Meles meles canascens Blanford, 1875                          | Ситнија подврста, крзно на леђима је тамно сиво, а глава иста као код обичног јазавца.                                                                                 | Закавказје, Копетдаг, Туркменистан, Иран, Авганистан и Мала Азија                                                      | minor (Satunin, 1905) ponticus (Blackler, 1916) |
| Кизљарски јазавац | Meles meles heptneri Ognev, 1931                              | Крупна подврста, има сличности са азијским јазавцем, као што је бледо сиво-окер крзно и уже пруге на глави.                                                            | степске области североисточног Предкавказја и делта реке Волга                                                         | |
| Иберијски јазавац | Meles meles marianensis Graells, 1897                         | | Иберијско полуострво                                                                                                   | mediterraneus (Barrett-Hamilton, 1899) |
| Норвешки јазавац  | Meles meles milleri Baryshnikov, Puzachenko and Abramov, 2003 | Ситнија подврста | Југозападна Норвешка                                                                                                   | |
| Родоски јазавац   | Meles meles rhodius Festa, 1914                               | | Родос | |
| Фергански јазавац | Meles meles severzovi Heptner, 1940                           | Ситнија подврста, крзно на леђима је сребрнасто-сиве нијансе, пруге на глави су широке и покривају цело уво.                                                           | Десна страна реке Панџ, горњи ток реке Аму Дарја, планински масив Памиро-Алај, Ферганска долина и планине јужно од ње. | bokharensis (Petrov,1953) |